# Hrvatska muslimanska čitaonica u Tešnju
Hrvatska muslimanska čitaonica bila je kulturna ustanova muslimanskih Hrvata u Tešnju. Osnovao ju je Ademaga Mešić, poznati hrvatski nacionalist, 1895. godine, zbog čega ga je zatvorio režim Benjamina Kallaya, koji je silom Hrvatima i Srbima neuspješno naturao bošnjaštvo, uvjeravajući ih da nisu to kako se osjećaju i deklariraju.